# Prenolepis pygmaea
Prenolepis pygmaea är en myrart som beskrevs av Mayr 1868. Prenolepis pygmaea ingår i släktet Prenolepis och familjen myror. Inga underarter finns listade i Catalogue of Life.